# Ferdinand Martini
Ferdinand Martini (Monaco di Baviera, 1º settembre 1870 – Berlino, 23 dicembre 1930) è stato un attore tedesco.

## Biografia
Ha lavorato come attore, principalmente presso gli studi della Emelka (oggi Bavaria Film) negli anni '20 del XX secolo.; girò otto film nel 1925 ed altri cinque l'anno successivo.
Tra il 1920 e il 1930 girò in tutto 38 film.
Una delle sue interpretazioni principali è quella di Mr. Sidey, l'anziano affittacamere nel film muto di Alfred Hitchcock Il labirinto delle passioni (1925).

## Filmografia[3]
- Wir von Gottes Gnaden (1919)
- Der Herr mit der Dogge
- Die Gespensterfalle (1919)
- Die Liebes GmbH (1919)
- Das Reklamemädchen (1919)
- Papa Haydn (1920)
- George Bully und Stuart Webbs (1920)
- Der Klosterjäger, regia di Franz Osten (1920)
- Der grosse Chef (1921)
- Die Nacht der Einbrecher (1921)
- Der Favorit der Königin
- Schattenkinder des Glücks (1922)
- Nathan der Weise, regia di Manfred Noa (1922)
- Maciste und die chinesische Truhe
- Helena, regia di Manfred Noa (1924)
- Il labirinto delle passioni (The Pleasure Garden), regia di Alfred Hitchcock (1925)
- L'aquila della montagna (The Mountain Eagle), regia di Alfred Hitchcock (1926)
- The Seventh Son, regia di Franz Osten (1926)
- Kubinke, der Barbier, und die drei Dienstmädchen, regia di Carl Boese (1926)
- Restless Hearts, regia di Benito Perojo e Gustav Ucicky (1928)
- Der Sonderling (regia di Walter Jerven (1929)
- 1914, die letzten Tage vor dem Weltbrand, regia di Richard Oswald (1930)